# Crosby Garrett
Pour les articles homonymes, voir Crosby et Garrett.
Crosby Garrett est un village et une paroisse civile de Cumbria, situé dans le nord-ouest de l'Angleterre. 